# 三光
『三光』（さんこう）とは、第二次世界大戦後、中国の撫順戦犯管理所に収容された日本人戦犯が獄中で執筆した手記をまとめた書籍である。異常に残忍な戦争犯罪の数々とその反省を記した本書は議論を呼び、戦後の日本社会に衝撃を与えた。
1957年、中国側から手記の提供を受けた神吉晴夫の編集により光文社カッパ・ブックスシリーズの一冊として出版された。

1982年、中国帰還者連絡会編集により内容を一新した『新編三光』第1集が光文社カッパ・ノベルスから出版された。しかし写真誤用の指摘により絶版、1984年、再編集した『完全版』が晩声社から再版された。

## 出版の経緯

### 1957年版『三光』の出版の経緯
1957年版『三光』の前書きによれば、神吉らは、1956年夏、中国の旅客機に乗った際、備え付けの『人民日報』の日本人戦犯が軍事法廷で審判されるという記事で、戦犯が自分たちの犯した罪を謝罪し、今後、平和のために尽くすと書かれていたことに興味を覚えた。そこで、新華社通信記者呉学文に相談したところ、人民日報日本語版編集長康大川を紹介され、二百数十編ほどの手記が手元にあること、コピーを送るとの承諾を得た。2か月半後、82編、400字詰め原稿用紙1,589枚に及ぶ戦犯の手記が届いた。当時、戦後12年がたって、改めて戦争に対する反省の念への議論の契機となることを願い、この本を出版する決心をしたという。

### 出版後
- 本作刊行5年後の神吉の説明では、本作は「1カ月たらずして、発行部数が5万部を突破した。出版に対する賛否は両論である。右翼団体の訪問も何回か受けた。しかし、私は一回も恐迫を受けた覚えはない」と記されている[3]。他方、カッパ・ブックスの編集者・市川元夫は、陸軍中野学校出身で、当時鉄道弘済会広報室に勤務していた元憲兵曹長・宮崎清隆が、3・4人で来て、「戦争になればどこでもやる。自分も血の雨をくぐってきた。憲兵としてしかるべきことをやってきた。絶版にしろ」と神吉の前で述べた、と伝えている[4]。また、この後にカッパ・ブックス編集長となった塩浜方美は、発売直後、千枚通しを手にした男が神吉に迫ったため、二人の間に身を入れて制したが、塩浜はその場で、文藝春秋の池島信平に電話をいれ調停を依頼した、と伝えている[5]。
- さらに、塩浜の説明に拠れば、その年の5月1日、メーデーのデモ行進に対して、右翼団体員がトラックで乗り付け逮捕される事件があったが、その男の自供に「光文社から資金が出た」というものがあった。当時の右翼関係者の間では、光文社は右翼側の要求を受け入れ、『三光』は増刷を取り止めたことになっていた。1960年に再び、デモ隊に右翼団体のトラックが乗り込み、光文社の社員も怪我をする事件が発生したが、その際塩浜は、刑事から「だけど編集長さん、あのトラックの一部は、おたくのえらいさんが買ってやったようなものですよ」と説明された。1961年の嶋中事件後、塩浜は嶋中鵬二から、「こんなことになったのも、きっかけとなったおたくの『三光』事件でおたくがあまりにも弱腰だったからですよ。おたがいジャーナリストとしては責任を痛感してもらわなくては」と告げられ、編集者として責任を取るため光文社を去る決心をつけた、と塩浜は述べている[6]。
- 絶版となり、中国帰還者連絡会により『侵略 中国における日本戦犯の告白』（1958年）と改題され再版された[7]。

- 第2集も刊行予定だったが、同じカッパ・ノベルスの森村誠一『続・悪魔の飽食』写真誤用事件の影響で販売中止となり、この第1集についても掲載した写真の誤用が指摘され販売中止、絶版となった[1]。

### 1984年版『完全版三光』の出版の経緯
- 『新編三光』第1集の手記のうち10編と、出版中止となっていた第2集を合わせ、晩声社から完全版として出版された[1]。

## 内容

### 『三光』1957年版
掲載された手記
1. 太行の麓をしのんで―生体解剖　野田実
2. 特移扱―細菌実験 吉房虎雄
3. 生地獄　渡辺泰長
4. 陰謀――衛河の決壊 難波博
5. ア弾――毒ガス弾 阿賀恵
6. 放火  鈴木良雄
7. 労工狩り  大木仲治
8. 三光――殺光・焼光・略光   本田義夫
9. 「聖戦」とは？――部落掃蕩 鹿田正夫
10. 皇軍の家庭第五中隊――日本軍の暗黒面  高橋正鋭
11. 暗殺　 鵜野晉太郎
12. 挑発　橋場賢三
13. 一検察官の告白　溝口嘉夫
14. 心境の落ち着くまで　山田勝
15. 誰がおらあに字を教えてくれたのか　松本国三

### 『新編三光』第１集 1982年版
1957年版とは内容が異なる。
まえがき 「―反省なき民族―のために」・本多勝一
1. 日本鬼子―軍医の野天解剖・小美野義利
2. 細菌戦―七三一部隊の蛮行・田村良雄
3. 胎児―妊婦の腹を裂く・種村一男[注釈 1]
4. 焼け火箸―拷問のあげくに斬首・佐藤五郎
5. 糧穀の略奪―冷酷非情な取り立て・引地章
6. 釘うち拷問―残忍極まりない取調べ・原田左中
7. 毒ガス実験―八名の農民を生体実験に・三上忠夫
8. 犬―嫌がる少女を銃剣で脅して・富島健司
9. 軍需工場―強制労働の実体・大沢剛[注釈 1]
10. 群鬼―捕らえた農民の生き胆をとる・藤岡順一[注釈 1]
11. 強姦―赤ん坊を殺し母親を犯す・石田幹雄
12. 良民証―問答無用の虐殺・吉本明[注釈 1]
13. 謀殺―予防注射を口実に毒殺・中島宗一
14. 窒息―倉庫に押し込め窒息死させる・加藤周二[注釈 1]
15. 汚（けが）された泉―井戸へ放り込み惨殺・杉本千代吉

### 『完全版三光』1984年版
第1集　前書き 「反省なき民族」のために・本多勝一
- 日本鬼子―軍医の野天解剖・小美野義利
- 細菌戦―七三一部隊の蛮行・田村良雄
- 焼火箸―拷問のあげくに斬首・佐藤五郎
- 糧穀の略奪―冷酷非情な取り立て・引地章
- 釘うち拷問―残忍極まりない取調べ・原田左中
- 毒ガス実験―八名の農民を生体実験に・三上忠夫
- 犬―嫌がる少女を銃剣で脅して・富島健司
- 謀殺―予防注射を口実に毒殺・中島宗一
- 汚された泉―井戸へ放り込み惨殺・杉本千代吉

第2集　前書き 　戦争に正義はない・森村誠一
- 刺突―農民を初年兵の訓練に・江先光
- 強制労働―殺人長屋に押し込めて酷使・大西馨
- 血の会食―市場に砲弾を撃ち込んで略奪・宮崎敏夫
- 女捕虜―乳房を銃剣で突く・新谷幸太郎
- 村落掃討―上級将校の罪行・野間栄作
- 虐殺―若夫婦殺し・島津酉二良
- 処刑―抵抗する捕虜を始末する・川田孝
- 逮捕―妻を拉致して夫を誘いだす・松原俊三郎
- 懐柔―捕虜を密偵に仕立てようと画策・大井健太郎
- 肝だめし―捕らえた農民を寄ってたかって蜂の巣に・三神高
- 易―善良な僧侶を警察の特務に・岡田袈裟二
- 人間と鬼―農民を火あぶりにし生埋めに・松尾富男

『完全版』は『新編三光』第１集の15編のうち10編が掲載され、刊行中止となった森村誠一前書きによる第2集があわせて掲載されている。
「胎児―妊婦の腹を裂く」「軍需工場―強制労働の実体」「群鬼―捕らえた農民の生き胆をとる」「良民証―問答無用の虐殺」「窒息―倉庫に押し込め窒息死させる」が掲載されなかった。

## 評価・批判

### 手記は洗脳によるものとする批判
手記は長期に抑留され改造を受けた捕虜の記述のため、洗脳による信憑性に疑いがあるものだとする批判が多い。
- 歴史学者の秦郁彦は、日本人捕虜の「認罪」過程を洗脳として、供述書の信憑性に注意すべきとした[8]。

一方で反論も多い。
- 『週刊金曜日』は撫順戦犯管理所での認罪を「『人類の解放』という理想を体現した世界でも希有な歴史的事実」と絶賛している[9]。

### 写真誤用問題
1982年版『新編三光』第1集は、同じカッパ・ノベルスの森村誠一『続・悪魔の飽食』写真誤用事件の際に写真誤用が指摘され絶版に追い込まれた。
多くの写真の出典・出処が記載されていないまま掲載されている問題がある。国民党による抗日宣伝『日寇暴行実録』（1938）からの転載が多い。
確実な誤用としては、南京俘虜収容所の手足を失った捕虜の写真を「逃亡されぬよう片足を切断された」としたもの、「匪賊に殺害された朝鮮人幼児」と説明のある写真を「惨殺された中国人の子どもたち」としたものなどが掲載されている。